# Damen Eishockey Club Salzburg Eagles
Il DEC Salzburg Eagles è una squadra austriaca di hockey su ghiaccio femminile, con sede a Salisburgo.
Fondata nel 2001 col nome di Eishockey Club The Ravens Salzburg, dal 2002-2003 gioca nel massimo campionato austriaco, dove vanta due titoli (2005-2006 e 2008-2009) e tre secondi posti. Vanta anche tre secondi posti in EWHL.
Nel 2010 ha cambiato nome, assumendo l'attuale. Cambiarono anche i colori sociali (al bianco e nero si aggiunse l'oro) e il simbolo (dal corvo all'aquila).

## Palmarès

### Trofei nazionali
- Campionato austriaco: 2

2005-2006, 2008-2009

### Altri piazzamenti
- Campionato austriaco: secondo posto

2002-2003, 2003-2004, 2004-2005
- Elite Women's Hockey League: secondo posto

2006-2007, 2007-2008, 2009-2010